# Svenska Akademiens gustavianska stipendium
Svenska Akademiens gustavianska stipendium instiftades av Svenska Akademien 1982 och utdelas för betydelsefulla bidrag till utforskandet av den gustavianska tidens historia. Stipendiebeloppet är 50 000 kronor (2010).

## Mottagare
- 1982 Torgny Segerstedt[1]
- 1983 Gunnar von Proschwitz
- 1984 Erik Lönnroth
- 1985 Erik Lönnroth
- 1986 Torgny Segerstedt[1]
- 1987 Marie-Christine Skuncke
- 1988 Stig Fogelmarck
- 1989 Carina Burman
- 1990 Anna Ivarsdotter
- 1991 Torkel Stålmarck
- 1992 Stellan Arvidson
- 1993 Gunnar Hillbom
- 1994 Jan Glete
- 1995 Bo Vahlne
- 1996 Thomas von Vegesack
- 1997 Johan Cederlund
- 1998 Anna Ivarsdotter
- 1998 Marie-Christine Skuncke
- 1999 Holger Frykenstedt
- 2000 Regina Beck-Friis
- 2001 Leif Landén
- 2002 Elisabeth Mansén
- 2003 Mikael Alm
- 2004 Lena Rangström
- 2005 Jakob Christensson
- 2006 Margareta Björkman
- 2007 Hans Åstrand
- 2008 Magnus Olausson
- 2009 Carin Bergström
- 2010 Johan Stenström
- 2011 Bo Lindberg
- 2012 Anna Lena Lindberg
- 2013 Johanna Ilmakunnas
- 2014 Jonas Nordin
- 2015 Carolina Brown
- 2016 Ann Öhrberg
- 2017 Holger Weiss
- 2018 Mikael Ahlund
- 2019 Marianne Molander Meyer[2]
- 2020 Rebecka Lennartsson[3]
- 2022 Mark Tatlow[4]
- 2024  Sara Ekström[5]